# Хлорпромазин
Хлорпромазин (ларгактил, торазин, ЦПЗ) је лек који припада групи лекова који се називају фенотиазински антипсихотици. Спада у блаже типичне антипсихотике. Поседује бројна фармакололошка дејства, али пре свега делује на психичке функције изазивајући седацију, односно смирење. Механизам деловања хлорпромазина остварује се блокадом допаминергичких (Д1, Д2) и норадреналинских, а у мањој мери и мускаринских рецептора. Седативно деловање је последица антагонистичког деловања на Х1-хистаминске рецепторе.

## Употреба
Ларгактил је индикован у следећим стањима и обољењима:
- психозе (стања која узрокују тешкоће у разликовању реалног од нереалног) — параноидне и схизофрене (менталне болести које узрокују поремећено или неуобичајено мишљење, губитак интереса за животом, јаке и неприкладне емоције), манија и хипоманија (стање еуфорије — помахниталости и претеране узбуђености)[6] ;
- тешка анксиозност, психомоторна узнемиреност, претерана узбуђеност, насилно, опасно и импулсивно понашање (у виду краткотрајне и допунске терапије);
- дугорочно штуцање које не може да престане без употребе медикамента;
- схизофренија и аутизам код деце.

### Изузеци
Терапију ларгактилом не смеју да узимају особе алергичне на хлорпромазин. Терапија такође не сме бити индикована код пацијената са депресијом костне сржи. Ларгактил таблете у свом саставу имају лактозу и сахарозу, због тога особе са шећерном болешћу или нетолеранцијом на ове врсте шећера треба да се консултују са лекаром пре узимања лека.

## Јачина, изглед и количина
50 ларгактил таблета су у виду филм таблета и спаковане у фиолу. Таблете су биконвексне, обложене филмом бледо-наранџасте боје са назначеном поделом на једној страни. Најчешћа јачина овог медикамента је 25 mg.

## Могућа нежељена дејства
Као и сви лекови, и ларгактил може имати нежељена дејства. 
1. Код особа са епилепсијом фенотиазини могу смањити праг за настајање новог епилептичног напада.
2. Код старих особа, приликом врло топлог или врло хладног времена постоји ризик од хипо-, односно хипертермије.
3. Могуће је настајање агранулоцитозе, због тога се саветује редовно праћење крвне слике.
4. Грозница као знак неуролептичког малигног симптома. Симптоми су: знаци аутономне дисфункције, као што су знојење и артеријска нестабилност и могу претходити повишеној телесној температури и служе као рани знак упозорења. Иако се малигни неуролептички синдром може јавити изненада, дехидрација и органско обољење мозга су фактори који могу утицати на појаву овог синдрома.
5. Акутни симптоми обуставе лека, који укључују мучнину, повраћање и несаницу се могу јавити, иако ретко, после наглог обустављања високих доза неуролептика. Такође, може доћи до погоршања основне болести и појаве екстрапирамидалних нежељених реакција. Због тога се препоручује постепена обустава лека.